# SK (1962~2015년 기업)

SK는 SK그룹의 지주회사이다. 
- 1962년 7월에 대한석유공사법으로 설립된 대한석유공사(大韓石油公社)가 시초이다.
- 대한석유공사(약칭, 유공)는 1963년에 미국 걸프석유회사와 25% 지분투자를 포함한 제휴을 맺었으며, 에너지 메이저 회사가 대한민국에 진출한 첫 사례이다.
- 걸프는 1970년에 대한석유공사가 상법상의 주식회사로 전환되면서 지분을 50%로 상향 조정하였다.
- 1980년 대한민국 정부의 민영화 방침에 따라, 걸프의 지분은 1980년에 걸프가 대한민국에서 철수하면서 (주)선경이 경영권과 함께 인수하였고 대한석유공사는 1982년 7월 (주)유공으로 개칭하였다.
- 다시, 1998년 3월 현재의 상호로 변경하였다.
- 2007년 지주회사 체제로 전환하고, SK에너지를 분할하였다.[1]
- 2015년 8월 1일 SK C&C에 피흡수합병되어 8월 4일 폐업했다.

## 크레스트 증권의 주식 매수
- 2003년 SK주식회사가 분식회계로 인해 주가가 폭락하자, 영국의 소버린자산운용의 자회사인 크레스트증권이 주식을 대거 매수했다.
- 이에 적대적 인수합병 시도가 아닌가 하여 크게 긴장하는 사건이 있었다.

- 4월 18일 SK주식회사 최대주주로 부상한 크레스트증권은 더 이상 주식을 매입할 계획이 없다고 밝혔다.
- 제임스 피터 크레스트증권 운영최고책임자(COO)는 "크레스트증권은 현재 SK 주식을 14.99%에 해당하는 190 2만8000주 소유하고 있으며 이 이상 SK 주식을 매입하면 전기통신사업법에 따라 SK텔레콤에 대한 SK주식회사 지위를 외국인으로 변화시킨다는 사실을 인지하고 있다"고 밝혔다.[2]
- 지분이 15%가 되면 SK주식회사는 전기통신사업법에 따라 SK텔레콤 입장에서 영국 국적의 투자자가 된다.
- 이러한 크레스트증권의 위협에 대해, 삼성전자는 SK의 주식을 1.39% 매집하여 SK의 경영권 방어에 우호적인 백지주 역할을 하였다.
- 이 배경에는 삼성전자 자신의 우호세력기대와 한국내 최대의 이동통신사인 SK텔레콤과의 비즈니스 관계, 한국내 3대 휴대전화기 메이커인 팬택의 SK의 주식 매집에 대한 영향 등 복합적 차원에서 주식을 매집한 것으로 풀이된다.[3]

## SK C&C의 SK주식회사 합병
- 2015년 4월 20일, SK C&C는 SK주식회사를 합병한다고 공시하였으며, 8월 1일에 합병이 실질적으로 완료되어(합병기일) 8월 4일에 소멸(합병등기)하였다.[4]